# Cariboptila trispinata
Cariboptila trispinata är en nattsländeart som beskrevs av Oliver S. Flint Jr. 1992. Cariboptila trispinata ingår i släktet Cariboptila och familjen stenhusnattsländor. Inga underarter finns listade i Catalogue of Life.